# Pelle Svanslös
Pelle Svanslös (Nederlands: Pietje Kortstaart) is een fictieve antropomorfe kat, gecreëerd door de Zweedse schrijver Gösta Knutsson in zijn reeks van kinderboeken. 
De serie van twaalf boeken werd gepubliceerd tussen 1939 en 1972. De eerste elf boeken werden geïllustreerd door Lucie Lundberg. De boeken over Pelle werden gezien als een protest tegen de steun voor het nationaalsocialisme in Zweden tijdens de jaren 1930 en zijn als zodanig een satire op de toenmalige samenleving. De boeken werden vertaald in verschillende Europese talen.
De personages in de boeken zijn katten, die vaak gebaseerd waren op echte mensen. Volgens Knutsson is Pelle zijn alter ego. De karakters van de andere katten zijn gebaseerd op vrienden en kennissen van Knutsson uit Uppsala.
Pelle is een goedhartige en vaak naïeve kat. Toen hij nog een kitten was werd zijn staart afgebeten door een rat. De verhalen worden verteld vanuit Pelle's perspectief. Er komen een aantal andere katten in voor, zoals Pelle's lieveling Maja Gräddnos (Fifi Leuke Snoet) en zijn tegenstander, de gemene kater Elaka Måns, die nooit vergeet Pelle aan zijn ontbrekende staart te herinneren. De antropomorfe katten leven in het gebied rond de kathedraal en de universiteit van Uppsala.

## Boekenreeks
1. Pelle Svanslös på äventyr (1939)
2. Pelle Svanslös på nya äventyr (1940)
3. Pelle Svanslös i Amerika (1941)
4. Pelle Svanslös Klarar sig (1942)
5. Hur ska det gå för Pelle Svanslös? (1943)
6. Pelle Svanslös och Taxen Max (1944)
7. Pelle Svanslös i skolan (1945)
8. Heja Pelle Svanslös (1946)
9. Pelle Svanslös och Maja Gräddnos (1947)
10. Trillingarna Svanslös (1948)
11. Alla tiders Pelle Svanslös (1951)
12. Pelle Svanslös ger sig inte (1972)

## Adaptaties
- In 1949 werd een kinderopera Pelle Svanslös opgevoerd in de Koninklijke Opera in Stockholm met muziek van Erland von Koch.
- De serie werd tweemaal verfilmd door Jan Gissberg, in 1981 met Pelle Svanslös en in 1985 met Pelle Svanslös i Amerikatt.

## Planetoïde
Een planetoïde ontdekt in maart 1993 door de Zweedse astronoom Claes-Ingvar Lagerkvist werd vernoemd naar de kat: 8535 Pellesvanslös.